# Новомосковский театр
Новомосковский театр Тульского академического театра драмы — драматический театр города Новомосковска, один из значительных культурных центров города.
Директор — Казанцев Максим Владимирович.

## История
Театр берёт своё начало от молодёжной студии «Театр рабочей молодёжи» (ТРАМ), которая в 1932—1938 годах состояла из комсомольцев, приехавших в Бобрики строить химический комбинат.
30 января 1938 года Сталиногорский драматический театр открылся спектаклем «Земля» по пьесе Н. Е. Вирты. Первый художественный руководитель — В. В. Горденин. При театре были организованы цеха: художественно-декорационный, поделочный, монтировочный, парикмахерский, гримерный и костюмерный. Также при театре был создан струнный оркестр для сопровождения спектаклей.
Во время оккупации города немецкими войсками в 1941 году театр был эвакуирован, а труппа распалась. Многие из артистов ушли добровольцами на фронт. 11 ноября 1942 года по приказу Управления по делам искусств при Совете Народных Комиссаров РСФСР в Сталиногорск был переведён Рославльский театр Смоленской области и на его базе заново организован Сталиногорский драматический театр. Первый директор театра — Розанов, художественный руководитель и главный режиссёр — В. Р. Горич. В конце ноября 1942 года состоялся премьерный спектакль по пьесе К. М. Симонова «Русские люди».
В связи с переименованием города в 1961 году получил название Новомосковский драматический театр.
В январе 1989 года театру было передано здание бывшего Дома научно-технической информации бывшего объединения «Новомосковскуголь». Новое здание театра было открыто 22 декабря 1989 года. Количество мест в зрительном зале — 300.
С 1999 года театр носит имя заслуженного артиста РСФСР, почётного гражданина города Новомосковска В. М. Качалина, сыгравшего в театре более 300 ролей.
Участник I Фестиваля театров малых городов «Надежды России» в Вышнем Волочке (1994). Актёры театра выступали на VII фестивале-конкурсе «Поют актёры драматических театров» в Нижнем Новгороде (2001). В мае 2003 года театр стал лауреатом Всероссийского фестиваля «ПостЕфремовское пространство» в Москве («В день свадьбы» В. Розова). Театр признан «абсолютным лидером» на фестивале малых городов России, в городе Вышний Волочёк (2010). В 2011 году театр успешно выступил на девятом международном фестивале «Talvils» в латвийском городе Валка, в 2012 году был участником российского фестиваля театров малых городов России, на котором заслуженная артистка России Светлана Таршис была удостоена диплома «За честь и достоинство».
За время существования поставлено свыше 600 спектаклей. Коллектив театра принимает активное участие не только в жизни города Новомосковска, но и близлежащих городов: Узловая, Богородицк, Кимовск, Киреевск, Донской, Ефремов, Алексин, где в дни праздников и юбилеев также проводятся концерты и спектакли во дворцах культуры, на городских площадях и стадионах. Артисты Новомосковского театра также поддерживают тесные отношения с Пушкинской школой и Пушкинским обществом, организуют поэтические вечера и принимают участие в концертах, митингах, посвящённых юбилейным датам жизни А. С. Пушкина. В дни осенних и весенних школьных каникул театр проводит неделю «театр — детям», которую открывает театральный капустник. Ежегодно театр принимает участие в областном театральном конкурсе «Триумф» и в театральном празднике «Тульское закулисье». На сцене театра играл Иннокентий Смоктуновский — он был занят в спектакле Н. Рябова «Чайка».

## Главные режиссёры
Главными режиссёрами театра являлись Л. Л. Полонский (с 1945), С. А. Баркан (с 1948), В. И. Чичко (с 1952), В. М. Каплин (с 1956), Д. И. Рудник (в 1958—1981), Е. Д. Вялков (1992—2000), М. А. Карпачева (2000—2002), М. В. Казанцев (2005—2009).